# 村山貞幸
村山 貞幸（むらやま さだゆき）は、日本の経営学者。多摩大学経営情報学部教授。

## 略歴
1980年慶應義塾高等学校、1984年慶應義塾大学経済学部卒業。同年電通入社。
1991年慶應義塾大学大学院経営管理研究科修士課程修了（MBA取得)、1994年同博士課程単位取得満期退学。
1995年流通科学大学商学部専任講師。2003年日本福祉大学福祉経営学部助教授。2007年多摩大学経営情報学部教授。
グロービス経営大学院大学客員教授、事業構想大学院大学特任教授、社会情報大学院大学客員教授、テキサス大学オースティン校訪問研究員、NPO法人日本大好きプロジェクト理事長等を歴任。